# Antônio Pizzonia
Antônio Pizzonia   (Manaus, 11 de setembre de 1980) ha estat un pilot de curses automobilístiques brasiler que ha arribat a disputar curses de Fórmula 1.

## A la F1
Va debutar a la primera cursa de la temporada 2003 (la 54a temporada de la història) del campionat del món de la Fórmula 1, disputant el 9 de març del 2003 el GP d'Austràlia.
Antonio Pizzonia va participar en un total de vint curses puntuables pel campionat de la F1, disputades en tres temporades consecutives (2003 - 2005) assolí una setena posició (en quatre ocasions) com millor classificació a una cursa i aconseguint vuit punts vàlids pel campionat del món de pilots/constructors.

## Resultats a la Fórmula 1
| Any  | Equip                 | Xassís   | Motor    | 1       | 2       | 3       | 4      | 5       | 6     | 7       | 8      | 9      | 10     | 11      | 12    | 13    | 14      | 15    | 16     | 17      | 18      | 19     | Posició | Punts |
| ---- | --------------------- | -------- | -------- | ------- | ------- | ------- | ------ | ------- | ----- | ------- | ------ | ------ | ------ | ------- | ----- | ----- | ------- | ----- | ------ | ------- | ------- | ------ | ------- | ----- |
| 2003 | Jaguar Racing F1 Team | Jaguar   | Cosworth | AUS Ret | MAL Ret | BRA Ret | SMR 14 | ESP Ret | AUT 9 | MON Ret | CAN 10 | EUR 10 | FRA 10 | GBR Ret | ALE   | HON   | ITA     | USA   | JAP    |         |         |        | -       | 0     |
| 2004 | BMW WilliamsF1 Team   | Williams | BMW      | AUS     | MAL     | BAH     | SMR    | ESP     | MON   | EUR     | CAN    | USA    | FRA    | GBR     | ALE 7 | HUN 7 | BEL Ret | ITA 7 | XIN    | JAP     | BRA     |        | 15è     | 6     |
| 2005 | BMW WilliamsF1 Team   | Williams | BMW      | AUS     | MYS     | BAH     | SMR    | ESP     | MON   | EUR     | CAN    | USA    | FRA    | GBR     | GER   | HUN   | TUR     | ITA 7 | BEL 15 | BRA Ret | JPN Ret | CHN 13 | 22è     | 2     |

### Resum
| Curses: | Victòries: | Pòdiums: | Poles: | Voltes ràpides: | Punts: |
| ------- | ---------- | -------- | ------ | --------------- | ------ |
| 20 (20) | 0          | 0        | 0      | 0               | 8      |